# Wolfsanger-Hasenhecke
Wolfsanger-Hasenhecke, Kassel-Wolfsanger-Hasenhecke – okręg administracyjny Kassel, w Niemczech, w kraju związkowym Hesja. W grudniu 2015 roku okręg liczył 7040 mieszkańców.